# Selma Gürbüz

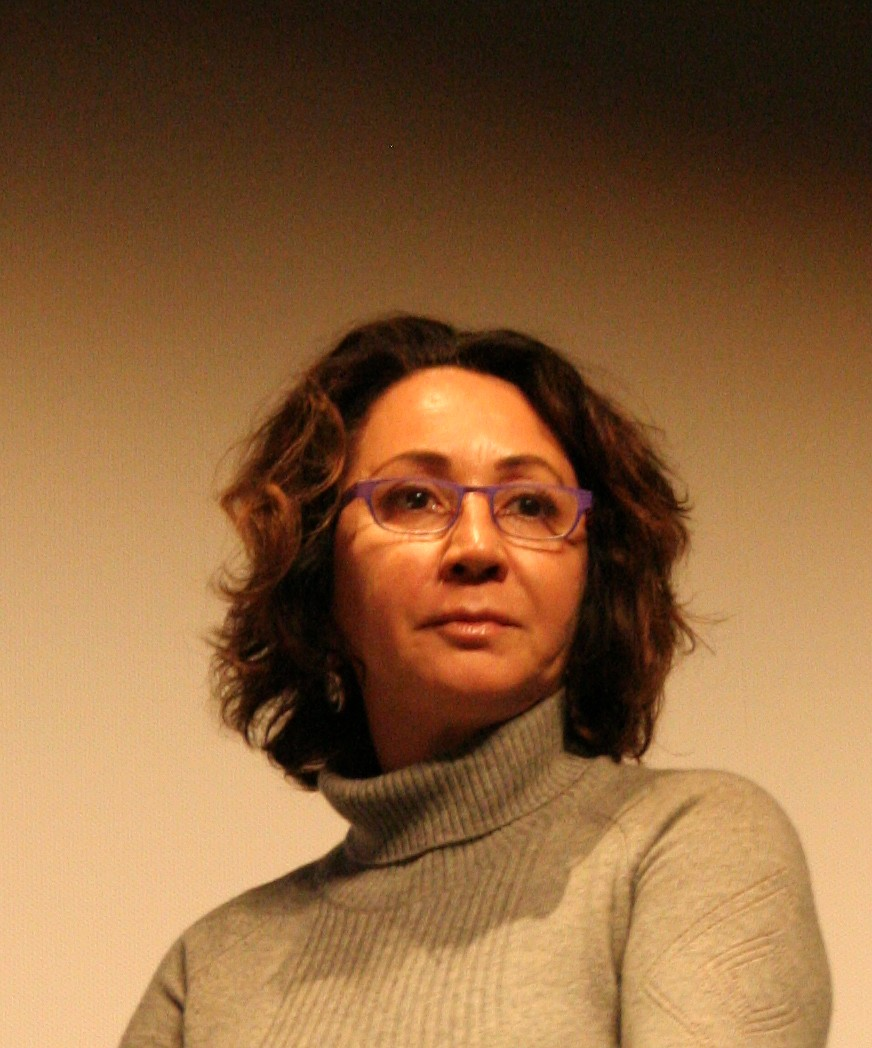
Selma Gürbüz (2010)

Selma Gürbüz (* 1960 in Istanbul; † 22. April 2021 ebenda) war eine türkische Malerin und Bildhauerin.
Gürbüz studierte am Exeter College of Art Design, England, und an der Marmara University School of Fine Arts, Istanbul. Sie lebte und arbeitete in Istanbul und Paris. In ihren Arbeiten verarbeitete sie Träume, Sehnsüchte und Phantasien. In den 1990er-Jahren belebte sie in Einzel- und Gruppenausstellungen den Zauber von 1001 Nacht wieder. Hierzu entwickelte sie eine neue Bildsprache zur Beschreibung ihres kulturellen Erbes. Phantasiewesen und Traumszenen zeigen sich vor abstrahierenden Hintergründen. Die Wurzeln dieser Kunst liegen in persischen und arabischen Miniaturen, der türkischen Malerei der Tulpenzeit und mittelalterlichen Handschriften aus Katalonien. Vor allem die Welt der osmanischen Kaffeehäuser begeisterte sie in ihren Arbeiten immer wieder.
Sie starb am 22. April 2021 im Alter von 61 Jahren an den Folgen einer COVID-19-Erkrankung.

## Einzelausstellungen (Auswahl)
- 1986 Urart Sanat Galerisi, Istanbul
- 1990 Le Café de ma Favorite; Galerie Lacouriere, Frelaut, Paris
- 1991 Meleklerin Düsü; Galeri Nev, Ankara
- 1992 Jeux de Mains; Galerie Thorigny, Paris
- 1994 La Mille et Troisième Nuit; Galerie Thorigny, Paris
  - Binüçgece; Tem Sanat Galerisi, Istanbul
- 1995 Londres Revisite; Centre d’Art Moderne, Montreuil; Institut Français, London
- 1996 J. L. B. Contemporary Art, Houston, Texas
  - Décor pour la Soirée Futuriste; Centre Georges Pompidou, Paris
  - Magie Grise; Galerie Stepanska, Institut Français, Prag
- 1997 Mundus Elementaris; Alliance Française, AFAA, Buenos Aires
- 1998 Zodiak; Tem Sanat Galerisi, Istanbul
- 1999 Karaname; Yünname; Galerie Apel, Istanbul
- 2002 Basbasa; Galerie Apel und Garanti Sanat Galerisi, Istanbul
- 2003 Cara a Cara; Galerie Maeght, Barcelona

## Ausstellungsbeteiligungen (Auswahl)
- 1989 2. Uluslararasi Istanbul Bienali, Istanbul
- 1990–1991 Institut Français in Alexandria, Kairo, Damaskus, Jordanien, Athen, Thessaloniki
- 1991 L’Ennemi; Centre Georges Pompidou, Paris
- 1992–1993 Galerie Thorigny auf der FIAC, Paris und der Art Frankfurt
- 1994 Tapis Volants; Institut du Monde Arabe, Paris
- 1995 I. Kwangju Biennale, Kwangju, Korea
- 1998 Los Cafes Literarios; Institut Français, Barcelona
- 2003 Fantasies de l’harem i noves Xahrazads; Centre de Cultura Contemporània de Barcelona; Musée d’Histoire Naturelle, Lyon